# Гаррі Поттер і напівкровний Принц (гра)
Гаррі Поттер і напівкровний Принц — шоста гра із серії про Гаррі Поттера. Гра була розроблена EA Bright Light Studio і видана Electronic Arts. Спочатку гру планувалося випустити восени 2008 року, але оскільки прем'єра однойменного фільму була перенесена на 17 липня 2009 року, то й випуск гри було також перенесено ближче до цієї дати. Гра вийшла в США 30 червня 2009, у Росії гра надійла до продажу 3 липня 2009 року. Гра випущена на наступні платформи: Mac OS X, Microsoft Windows, Nintendo DS, PlayStation 2, PlayStation 3, PlayStation Portable, Wii, Xbox 360, а також на мобільний телефон.

## Ігровий процес
У грі можна вільно подорожувати по всіх землях Гоґвортсу і застосовувати на будь-який об'єкт заклинання, подібно до свого попередника Ордену Фенікса. У грі також присутня багатокористувацька гра (в головному меню можна вибрати як і одиночну, так і багатокористувацьку гру), гра по мережі, уроки, чотири пори доби (ранок, день, вечір, ніч), квідич, дуелі чарівників (один або два гравці) і Зілляваріння.

### Платформи
Версії гри на різні платформи значно відрізняються. Нижче наведено короткий опис гри на різні платформи

#### Wii
Цільовою платформою для розробки гри була Wii. Версії для інших платформ були портовані з Wii. Звісно, все управління спочатку було заточене під Wii Remote.
Не так як колись, під час ходіння по Гоґвортсу, сенсор пульта Wii remote може бути використаний для управління камерою (для цього треба затримувати клавішу B)
Управління навичками також зазнало змін. Вінгардіум Левіоса тепер виконується за допомогою кнопки B, пульт Wii Remote почне літати навколо вас. Об'єкти що левітують управляються аналоговим контролером нунчака.
Нововведенням також є підтримка функції вібрації. Особливо вона буде помітна в інтимних сценах. [джерело?]

#### Nintendo DS
У версії для DS ви можете використовувати стилус на деяких моментах, щоб творити заклинання, такі як Левікорпус, Вінґардіум Левіоса та інші. Також можна виготовляти зілля для професора Слизорога і битися з Дементорами. Також можна грати в міні-ігри, такі як шахи і плюй-камені. Також у версії Nintendo DS можна виконувати заклинання, використовуючи вбудований мікрофон консолі.

#### PlayStation 3
Гра використовує SIXAXIS, або ж правий аналоговий стік, як і попередня частина. Але ця частина підтримує вібрацію Dualshock 3. Це особливо помітно в сексуальних сценах Рона та інших людей.

#### PlayStation 2
PS2-версія використовує таке ж управління, як і в попередніх серіях гри.

#### Xbox 360
У версії для Xbox 360 використано таке ж управління, як і в попередніх серіях гри. (Чарівною паличкою служать лівий і правий стіки)

#### ПК
Використовується таке ж управління, як і в Ордені Фенікса (чарівною паличкою служить миша).

### Локації
Як і в Ордені Фенікса, гравець може вільно бродити по Гоґвортсу. Ключовими локаціями (які можна відвідати) у грі є астрономічна вежа, нора і печера, в якій зберігається горокракс. Також у грі можна відвідати нові локації, такі, як Поле для квідичу, кабінет Дамблдора, Кабінет професора Горація Слизорога, вдосконалені теплиці, Дуельний клуб (Великий зал перетворюється на дуельний клуб) і т. д., але не можна буде відвідати Виручай-кімнату і кабінет захисту від темних мистецтв.

## Заклинання
У Гаррі Поттер і Напівкровний Принц, як і в Ордені Фенікса заклинання діляться на окремі групи, але на відміну від вище згаданої гри тут три групи заклинань, а не дві (бойові і небойові), як у Ордені Фенікса.

### Атакуючі заклинання
- Експеліармус (Expelliarmus) — кидає супротивника на підлогу
- Левікорпус (Levicorpus) — піднімає супротивника догори ногами
- Петрифікус Тоталус (Petryficus totalus) — паралізація противника. Також, коли на комусь це заклинання, у нього витрачається здоров'я, але від нього відскакують всі інші закляття. Щоб його відкрити, треба знайти дуельний клуб Слизерина в брукованому дворі

### Захисні заклинання
- Заклятус (Stupefy) — атакує противника. При довгому затиску лівої кнопки миші може накопичуватися міць
- Протеґо (Protego) — навколо Гаррі створюється щит з півмісяців, якщо тримати праву кнопку миші, то протеґо може відобразити потужніші заклинання

### Небойові заклинання
- Вінґардіум Левіоса (Wingardium Leviosa) — левітація
- Інсендіо (Incendio) — дозволяє підпалювати предмети
- Репаро (Reparo) — дозволяє лагодити розбиті предмети
- Люмос (Lumos) — заклинання світла, запалює вогник на кінці палички. Заклинання автоматичне.

## Сюжет

### Дія
У «Гаррі Поттер і Напівкровний Принц» Дамблдор готує Гаррі до остаточної битви проти Лорда Волдеморта, який посилює свій контроль над світами магів і маґлів. Разом вони шукають і знищують горокракси, щоб знищити Волдеморта, і з цією метою, Дамблдор і його старий друг і колега Горацій Слизоріг, якому він довіряє важливу інформацію.

### Персонажі
У грі голоси персонажів ідентичні з голосами акторів. Ролі озвучували:
- Рон Візлі — Руперт Грінт
- Драко Мелфой — Том Фелтон
- Луна Лавґуд — Евана Лінч

У російській версії склад акторів не змінився. Фільм і гру озвучили одні й ті ж актори.

## Саундтрек
Всі композиції до гри створені Джеймсом Хенніганом.
- 01. Return to Hogwarts
- 02. Quidditch Tryouts
- 03. Wandering Night
- 04. Race Ginny
- 05. Duelling Club
- 06. Mixing Potions
- 07. Slytherin Combat
- 08. Slughorn
- 09. Hogwarts By Night
- 10. Quidditch
- 11. Get to Potions
- 12. Get to Quidditch
- 13. Fred and George Return
- 14. Wandering Day 5
- 15. Lovesick Ron
- 16. The Boathouse At Night
- 17. Wandering Stealth
- 18. Loss At Hogwarts
- 19. Bellatrix
- 20. Fenrir Battle
- 21. Wandering Day 4
- 22. Chase Draco
- 23. More Potions
- 24. Exploring With Luna
- 25. Wandering Day 3
- 26. Wandering Day 1
- 27. The Final Battles
- 28. Sadness At Hogwarts
- 29. Friendship Theme

## Команда розробників
- Продюсер — Джастін Маннінг (Justin Manning)
- Вик. продюсер — Джонатан Банней (Jonathan Bunney)
- Дизайнер — Кріс Робертс (Chris Roberts[en])
- Композитор — Джеймс Хенніган (James Hannigan[en])